# Kelly Reilly
Kelly Reilly (n. 18 iulie 1977, Greater London, Anglia, Regatul Unit) este o actriță britanică.
În 2016, a avut un rol secundar în Ziua Bastiliei⁠(d). În 2017, Reilly a jucat rolul reginei celte Kerra în Britannia difuzat la Sky TV⁠(d).
Ea a fost distribuită în rolul principal feminin din serialul american în stil occidental Yellowstone, o dramă Paramount Network care a debutat pe 20 iunie 2018. Reilly o interpretează pe Beth Dutton, fiica lui John Dutton, interpretat de Kevin Costner. Personajele lui Reilly și Costner sunt  în război permanent cu mai multe părți din afara care doresc să câștige controlul asupra pământului familiei Dutton.